# Benedicto Antonio Angeli
Benedicto Antonio Angeli (Lindóia, 10 februari 1939 - Ribeirão Preto, 3 juni 2021) was een Braziliaans voetballer die als aanvaller speelde.

## Carrière
Antoninho begon zijn carrière in 1956 bij SE Palmeiras. Hij tekende in 1959 bij Botafogo FC. Hij tekende in 1960 bij ACF Fiorentina. In 1961 werd de Coppa Italia en Europacup II gewonnen. In 1962 keerde Antoninho terug bij Botafogo FC.